# Mary Anne Hobbs
Pour les articles homonymes, voir Hobbs.

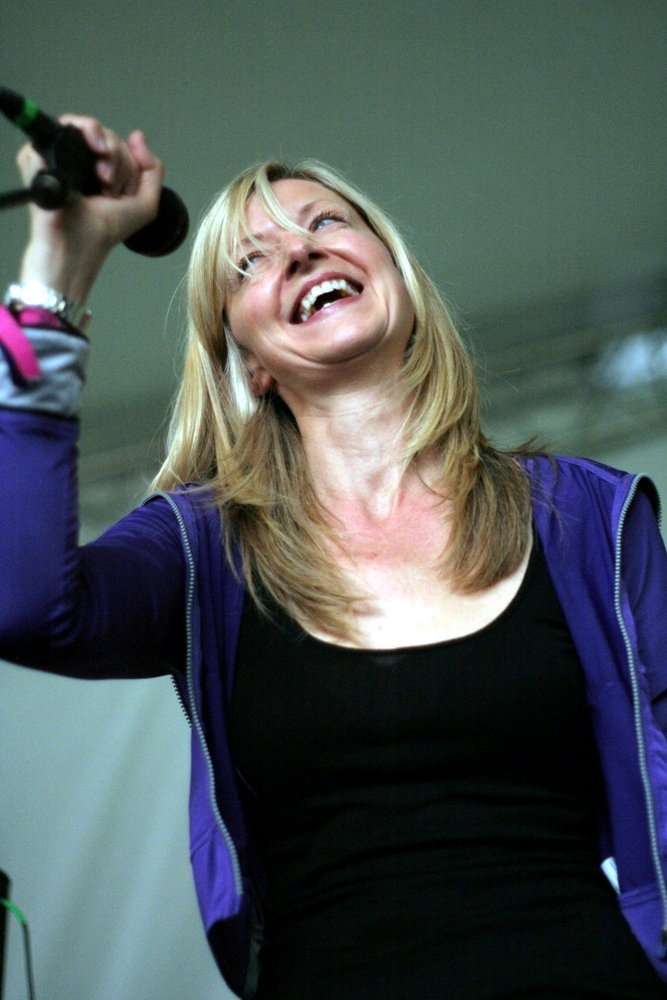
Mary Anne Hobbs en 2010

Mary Anne Hobbs (née le 16 mai 1964 à Preston, Lancashire, Angleterre) est une DJ et journaliste anglaise. Elle a lancé une nouvelle émission radio sur Xfm le 9 juillet 2011.

## Début de carrière
Dans les années 1980, Mary Anne vivait dans un bus, dans un parking à Hayes, Hillingdon avec un groupe de hard rock nommé Heretic, avant de devenir une journaliste pour Sounds Magazine à l'âge de 19 ans. Plus tard elle travailla pour le New Musical Express avant de débarquer au Loaded Magazine. Pendant qu'elle travaillait avec la NME elle servait de pigiste correspondante (dans le domaine musical) au Canada sur CBC Radio One, déposant un rapport hebdomadaire pour un programme appelé The Beat. Ceci a contribué à sa grande percée dans la radio avec BBC GLR, travaillant aux côtés de Mark Lamarr.
Elle a ensuite travaillé à Xfm avant d'être recrutée par BBC Radio 1, après un entretien conflictuel à XFM avec Trevor Dann de Radio 1. Elle a présenté une série télévisée parlant de la culture des motards dans le monde nommée 'Mary Anne's Bikes', qui fut tournée au Japon, en Amérique, en Russie, en Inde et en Europe pour BBC Choice & BBC World en 2003. Elle présenta également le programme 'World Superbikes series 2005' pour British Eurosport. Elle était aussi MC au Leeds Festival entre 1999 et 2003. Au début des années 2000 elle narra le programme Why 5, de CBBC.
Depuis décembre 2012, elle anime la tranche 7h-10h du samedi et dimanche sur BBC6 music.